# حاجی آقاکندی
حاجی اقاکندی یک روستا در ایران است که در دهستان قشلاق جنوبی واقع شده‌است. حاجی اقاکندی ۱۸۹ نفر جمعیت دارد.